# Matematyka a estetyka

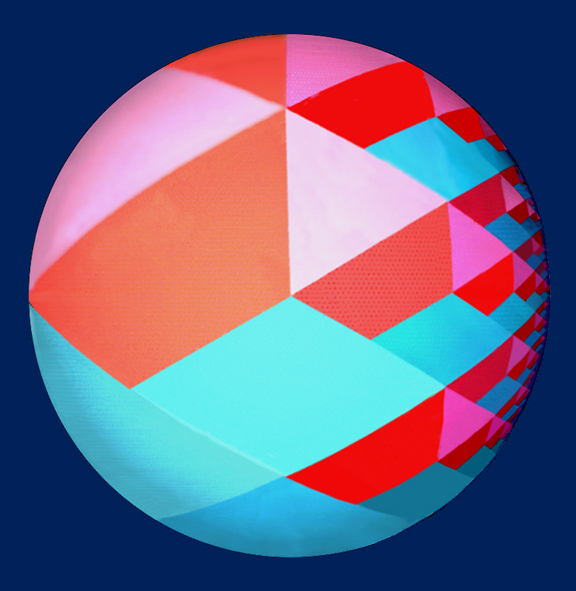
Clark Richert, Drzewo pitagorejskie, akryl na płycie, 1967 r.

Historia każdej nauki była w pewnej mierze powiązana z rozwojem myśli estetycznej i panującego systemu wartości estetycznych, lecz relacja pomiędzy matematyką a estetyką ma charakter szczególny i wyróżniony. Z matematyki pochodzą bowiem lub wzorują się na niej główne sposoby rozwiązywania problemów, które stawia przed sobą estetyka, zwłaszcza zagadnienie piękna. Ponadto przedmiotem refleksji estetycznej stały się same obiekty matematyczne.

## Znaczenie matematyki dla badań estetycznych
Powodów szczególnego znaczenia relacji między matematyką a estetyką dla historii tak estetyki, jak i nauk jest wiele. Prawdopodobnie matematyka jest obok astronomii najstarszą z nauk – jako pierwsza kształtowała więc ludzki obraz tych relacji. Matematyka jest też dla wszystkich nauk przyrodniczych koniecznym narzędziem, wiąże się z pozostałymi naukami tak ściśle, jak żadna inna, i z tak wieloma z nich, jak żadna inna – w pewien sposób świadczy więc o jedności nauk i badanej przez nich przyrody, a jedność taka stanowi jedno z podstawowych kryteriów oceny estetycznej. Także na gruncie samych badań estetycznych wszystkie znaczniejsze wysiłki dążące do teoretycznego ujęcia przedmiotu estetyki są mniej lub bardziej ściśle powiązane z rozumieniem relacji między przedmiotem estetyki a przedmiotem i metodą matematyki. W rezultacie tak sama matematyka, jak i jej estetyka były jednym z głównych czynników kształtujących myśl estetyczną jako całość – niezależnie od tego, czy rozumie się ją wąsko, jako dyscyplinę filozoficzną, którą jako autonomiczną dziedzinę refleksji filozoficznej ukonstytuowali Immanuel Kant i jego współcześni, czy też szeroko, jako zespół rozproszonych rozważań, do których powstania przyczynił się szczególnie Platon.
Estetyka matematyki ma podwójną funkcję – w pierwszej (jako „estetyka zawarta w matematyce”) nie wyróżnia się zazwyczaj z całości badań estetycznych, w drugiej (jako „estetyka samej matematyki”) ma dla niej charakter konstytutywny. Pierwsza funkcja to po prostu analiza piękna zawartego w samej matematyce, w jej obiektach, metodach, twierdzeniach itp. Jednak i w tej funkcji, zwłaszcza za sprawą platońskiego realizmu pojęciowego i wywodzącego się z niego realizmu w filozofii matematyki, matematyka i badane przez nią obiekty dostarczyły materiału do rozważań szerszych, wykraczających poza refleksję nad samą matematyką. Druga funkcja, która stanowi o większej wadze estetyki matematyki niż estetyki innych nauk dla całości rozważań estetycznych, to dostarczanie tym rozważaniom modelu – modelu estetyki filozofii, estetyki sztuki, estetyki pozostałych nauk. W szczególności piękno matematyczne stało się podstawowym w dziejach myśli estetycznej modelem piękna pozostałych dziedzin, którym w nich piękno przypisywano.
Piękno matematyczne jako model piękna w ogóle przejawia wiele analogii z matematycznym rygorem formalnym jako modelem rygoru naukowego i filozoficznego. Nawet jeśli – co zresztą niejednokrotnie zachodzi – poszczególne źródła i przejawy poszczególnych aspektów rygoru formalnego i pojęć estetycznych nie pochodzą bezpośrednio ze źródeł i przejawów samych nauk matematycznych, to niemal wszystkie pojęcia estetyczne i aspekty rygoru formalnego mogą być i były rozumiane jako wzorowane na modelach wyprowadzonych z samych nauk matematycznych.
Właśnie ze względu na stałe współwystępowanie powiązań między matematyką a estetyką w dziejach estetyki, nawet pomimo niejednokrotnie pozamatematycznych źródeł tych powiązań, tak „estetyka w samej matematyce”, jak i „estetyka matematyki” doczekała się w filozofii Zachodu szeregu istotnych dla niej analiz pojęciowych i historycznych.

## Harmonia jako model piękna
Pierwszym i jednym z najbardziej istotnych spośród takich wywodzących się z nauk matematycznych lub przynajmniej wzorujących się na nich modeli piękna jest harmonia. Zalążki typowego dla myśli greckiej przekonania o archetypowości piękna bytów matematycznych dla piękna innych bytów widoczne są już w filozofii przedsokratejskiej: jej pojęcie arche stanowi zalążek poglądu, że rozumienie rzeczywistości to dostrzeganie tego, co wspólne w różnorodności jej przejawów, co stanowi zarys późniejszych koncepcji harmonii i racjonalności. Do rozwoju tej idei przyczynili się przede wszystkim pitagorejczycy oraz czerpiący z myśli pitagorejskiej Platon.
Dla pitagorejczyków bliskim odpowiednikiem arche w filozofii jońskiej była liczba – zasadą świata była więc dla nich zasada formalna, w czym Werner Heisenberg dostrzega zalążek późniejszego uznania matematyki za główne narzędzie nauk przyrodniczych. We wszystkich zjawiskach widzieli oni naśladowanie liczb, a liczby jako najdoskonalsze byty stanowiły o harmonii świata i o jego dobrze i pięknie. Duże znaczenie historyczne ma pitagorejska koncepcja muzyki sfer, akceptowana bardzo szeroko aż do XVII wieku. Muzyka sfer to harmonia pojmowana dosłownie – jako zgodność lub konflikt pomiędzy własnościami geometrycznymi i arytmetycznymi, które muzykę tę bezpośrednio wywołują. Istotne dla dalszego rozwoju myśli estetycznej jest w koncepcji muzyki sfer idea, że własności estetyczne zależą od własności matematycznych. Stosunek między poszczególnymi częściami danego przedmiotu, między częściami a całością – wyrażony nie tylko geometrycznie, ale też arytmetycznie, i nie tylko arytmetycznie, ale też jako zespół bardziej abstrakcyjnych relacji czysto intelektualnych – stanowi ośrodek definicji wielu podstawowych pojęć estetyki. Zwłaszcza piękno może być rozumiane jako właściwy stosunek między częściami w danej całości i między częściami a całością. Takie rozumienie piękna znalazło zastosowanie nie tylko w teorii muzyki, dla pojęć takich jak dysonans i harmonia, ale też w teorii sztuk plastycznych, w poetyce i w ogóle w większości dziedzin, którym w historii estetyki przypisywano własności estetyczne.
Jako że w pitagorejsko-platońskiej koncepcji kosmosu jako ładu wyrażalna liczbowo harmonia natury rozumiana jest jako uniwersalny wzór harmonii dzieł ludzkich, wyrażalne liczbowo jest więc także oparte na tym wzorze piękno tych dzieł. Sam świat natury jako całość jest zaś piękny, gdyż w koncepcji platońskiej Demiurg stworzył go wzorując się na bytach matematycznych, pod każdym względem doskonalszych od niego. Same byty matematyczne piękne są z kolei jako odzwierciedlenie świata idei, w którym znajduje się sama idea piękna, razem z ideą prawdy stanowiąca najwyższą ideę Dobra. Dla Platona ujmowanie tego, co doskonalsze od świata poznawalnego zmysłowo jest aktem w dużej mierze intuicyjnym, pewnego rodzaju „wzlotem duszy” – poznawanie idei i bytów matematycznych zawiera w sobie według Platona podobnie ekstatyczne i boskie pierwiastki, co działalność artystyczna.
Współmierność, harmonia, proporcjonalność, symetria – rozumiane jako wyznaczniki piękna określiły więc na wieki jego kanony w tradycji Zachodu. Dla wielu sztuk i innych form realizowania się piękna proporcjonalność i symetria mogą być brane wprost, jako wyrażalne w języku matematyki relacje ilościowe. Podobnie jednak można mówić o współmierności, harmonii, proporcjonalności i symetrii w relacjach jakościowych, istotnych zwłaszcza dla sztuk semantycznych. Choć relacje takie nie są wyrażalne w języku matematyki, są w estetyce rozumiane jako wzorowane i modelowane na odpowiednich relacjach ilościowych.
Nowoczesnego przykładu rozumienia harmonii jako modelu piękna dostarczył Werner Heisenberg w eseju Znaczenie piękna w przyrodoznawstwie ścisłym. Heisenberg uważa, że piękno istnieje w wielu dziedzinach ludzkiej aktywności, w tym w przyrodoznawstwie, które dodatkowo odzwierciedla także piękno natury. Odwołuje się do osobistych doświadczeń młodzieńczego olśnienia o charakterze doznania estetycznego, które stanowiło dla niego poznanie powiązania właściwości liczb całkowitych z problemem podziału okręgu na daną liczbę równych części. Przedstawia historyczną analizę powiązań między rozwojem nauk przyrodniczych i technicznych a ich rozwojem metodologicznym polegającym na coraz szerszym wykorzystaniu aparatu matematycznego. Wyróżnia przy tym dwie główne definicje piękna, które w jego opinii miały przy tym dla tego rozwoju szczególną wagę – starszą definicję widzącą w pięknie zgodność między częściami całości i między częściami a całością oraz nowszą, pochodzącą od Plotyna, w której piękno jest ujawnianiem się Jedni w świecie zjawisk. Swoje młodzieńcze doświadczenie piękna matematycznego poddaje analizie za pomocą pierwszej definicji – częściami są właściwości liczb całkowitych i prawa o konstrukcjach geometrycznych, całością jest zaś układ aksjomatów, do którego przynależą geometria Euklidesowa i arytmetyka. Piękno ujawnia się w tym przykładzie dzięki rozpoznaniu, że „poszczególne części pasują do siebie, że przynależą do tej całości, i zamkniętość oraz prostotę układu aksjomatów doznajemy bezrefleksyjnie jako piękne”. Pojęcie piękna pozostaje więc według Heisenberga w ścisłym związku z greckimi problemami jedności i wielości i zgody i niezgody między nimi oraz stałości i zmienności Bytu i zgody i niezgody między nimi.

## Główne typy piękna w matematyce
Istnieją dwa główne związane z matematyką typy zjawisk estetycznych i relacji między nimi. Pierwszy to piękno poszczególnych obiektów matematycznych, przedmiotów badanych przez matematykę – np. piękno liczb, piękno brył, piękno fraktali. Drugi to piękno samych badań matematycznych i ich rezultatów – np. piękno dowodów, piękno teorii, piękno systemów. Przykład Heisenberga stanowi przykład piękna matematyki drugiego rodzaju – od analizy piękna pojedynczego obiektu matematycznego, koła, przechodzi się tu bowiem do analizy piękna całego systemu planimetrii.
Ten rodzaj przechodzenia od przedmiotów konkretnych do coraz bardziej abstrakcyjnych stanowi centralny moment całej historii matematyki. Bieg dziejów matematyki od rozważań nad konkretami do rozważań coraz bardziej abstrakcyjnych stanowi zarazem stałe przejście od piękna skonkretyzowanego do coraz bardziej abstrakcyjnego. Całą matematykę jako określony historyczny projekt rozumieć można więc jako projekt o charakterze estetycznym – czyni tak np. Immanuel Kant we wstępie do Krytyki władzy Sądzenia. Pojmowanie matematyki jako projektu estetycznego opiera się także na historii jej greckich początków – każdą czynność teoretyczną Grecy rozumieli jako piękną, w samym przechodzeniu od chaotycznych, nieuporządkowanych mniemań do coraz bardziej abstrakcyjnych i uporządkowanych teorii widzieli najwyższy sposób życia ludzkiego, boskie życie kontemplacyjne, i stałe realizowanie się coraz wyższego rodzaju piękna.
Platońska, szczególnie charakterystyczna dla greckiego sposobu myślenia, koncepcja dobra i piękna była więc zapośredniczona nie tylko w matematyce rozumianej jako zbiór wszystkich bytów matematycznych, ale także w matematyce rozumianej jako wiedza o tych bytach, w tym struktura tej wiedzy i metoda jej zdobywania. Nie zmienia to jednak faktu, że dla Greków to byty matematyczne i ich estetyka miały największe znaczenie – na bytach matematycznych wzoruje się natura, i to one są nośnikami piękna. Sama metoda matematyczna, sam formalny rygor matematyczny, dały się poznać w pełni jako główny nośnik piękna dopiero w rewolucji naukowej wczesnej nowożytności – zwłaszcza dzięki badaniom naukowym i rozważaniom metodologicznym Galileusza, Keplera i Newtona.
Galileusz i inni uczeni wczesnonowożytni stworzyli pierwszy model matematyzacji nauki. W tradycji arystotelesowsko-tomistycznej nauka opierała się na badaniach jakości – Galileusz chciał sprowadzić wszystkie twierdzenia nauk przyrodniczych do twierdzeń o stosunkach ilościowych. Jednym z głównych źródeł tego przełomu była nowa recepcja platonizmu w humanizmie renesansowym i późniejszej renesansowej filozofii przyrody – podobnie jak platonicy starożytni, uczeni wczesnej nowożytności zaczęli poszukiwać matematycznych form dla zmysłowych zjawisk. Ugruntowanie wszystkich nauk w matematyce stworzyło zarazem warunki do ugruntowania estetyki wszystkich nauk w estetyce matematyki.
Próba zmatematyzowania całości nauk przyrodniczych ma decydujące znaczenie dla współczesnego rozumienia pojęcia piękna dowodu. Stanowiła też istotny moment rozwojowy XX-wiecznego zainteresowania w formalizacji matematyki (w której miała charakter rewolucji naukowej), języka czy filozofii. Elegancja, bogactwo, pełnia dowodu oraz ilość jego potencjalnych i ważnych konsekwencji opiera się na liczbie dziedzin i zastosowań, które dowód obejmuje. Ukształtowanie rozumienia doniosłości dowodu jako stosunku ilości jego doniosłych implikacji w wielu dziedzinach badań oraz ilości dziedzin, do których dowód się odnosi, do prostoty dowodu pochodzi właśnie z dążenia do matematyzacji całej wiedzy. Podobnie jak sama matematyka stanowi wspólny język dla całej wiedzy, umożliwiając w ten sposób optymalnie proste i bogate jej przedstawienie, elegancki dowód stanowi wspólną płaszczyznę dla rozwiązania wielu problemów, pozostając w ten sposób w związku z funkcją matematyki i dostarczanej przez nią jasności, precyzji i elegancji w poznaniu.

## Estetyka matematyki a irracjonalistyczne koncepcje piękna
Arystoteles, mimo że uważany za filozofa obcego czy też obojętnego matematyce, przyczynił się znacznie do rozwoju koncepcji piękna opartej na pojęciu harmonii. Cechą koncepcji zjawisk estetycznych wzorowanych na pojęciach i metodach matematyki jest zakładanie współzależności między pięknem a rozumnością: to co piękne jest dla nich zarazem inteligibilne, wymierne, niesprzeczne. Z Arystotelesowką estetyką tragedii opartą na harmonii i wyrażoną w Poetyce kontrastuje estetyka irracjonalnego szału dionizyjskiego jako nośnika piękna, znana szeroko przede wszystkim dzięki rozważaniom o tragedii Friedricha Nietzschego. Sama irracjonalna koncepcja piękna nie jest jednak całkowicie pozbawiona związków z estetyką matematyki. Prócz pojęć inteligibilności, rozumności, wymierności, to dzięki rozwojowi wiedzy matematycznej Grecy mogli ukształtować swoje pojęcia niewymierności i chaosu. Przyczyniło się do tego szczególnie odkrycie liczb niewymiernych, które jako sprzeczne z pitagorejskim ideałem estetycznym było nawet przez pitagorejczyków długo utrzymywane w tajemnicy. W Platońskim Hippiaszu Większym Sokrates rozważa oba aspekty estetyki wyprowadzone z matematyki: inteligibilność i harmonię powiązane z wymiernością oraz niepojmowalność i chaos powiązane z niewymiernością. Prawdziwą harmonię uznaje ostatecznie za zmieszanie racjonalności i nieracjonalności, porządku i chaosu. Podobną ideę estetyki zmieszania chaosu i kosmosu James Joyce wyrażał pod pojęciem „chaosmosu”.

## Estetyka matematyki a wczesnonowożytna rewolucja naukowa
Przełom dokonany w filozofii w końcu XVI i w XVII wieku polega przede wszystkim na odejściu od klasycznej perspektywy metafizyczno-przedmiotowej do perspektywy epistemologiczno-podmiotowej. W naukach i ich metodologii odpowiada im przejście od wywodzącej się z tradycji arystotelesowsko-tomistycznej tendencji do jakościowego ujmowania zjawisk do tendencji do ilościowego ujmowania zjawisk. Nauka arystotelesowska ma charakter niematematyczny, jest oparta raczej na klasyfikacji niż na pomiarze, Kepler, Newton i Galileusz rozpoczęli natomiast świadomie wielki proces matematyzacji wszystkich nauk przyrodniczych.

## Estetyka matematyki w filozofii transcendentalnej
Jedna z fundamentalnych dla estetyki matematyki i estetyki w ogóle koncepcji została wyrażona w Krytyce władzy sądzenia Immanuela Kanta.

## Inne pojęcia estetyczne związane z matematyką
Prócz samego centralnego dla estetyki pojęcia piękna istnieje jeszcze wiele innych pojęć estetycznych, na których rozumienie wywarła wpływ matematyka, i matematycznych, które mają znaczenie dla estetyki. Istnieją także pojęcia w metodologii matematyki i innych nauk, które wiążą się ściśle z estetyką. Do pojęć takich należą zwłaszcza innowacyjność i ekonomia użytych środków. Innowacyjność i ekonomia użytych środków są metodologicznie poprawne, gdy spełniają pewne nałożone na nie warunki estetyczne. Są też wtedy uważane za piękne.
Innowacyjność uznawana jest za piękną, gdy przejawia się jako ukazywanie lub tworzenie nowych, nieznanych dotąd związków między pojęciami i teoriami matematycznymi w ten sposób, by można je było uznać za spójną i harmonijną całość. Odkrywanie takich związków może polegać np. na rozciąganiu danej teorii na nowe obszary, na łączenie kilku teorii lub pól badań w jedność. Może być uznawana za piękną nie tylko jako działalność porządkująca, ale też jako działalność twórcza – gdy nowe teorie cechujące się wewnętrzną harmonią po prostu tworzy się od podstaw. Wartość estetyczną ma także zasada ekonomii użycia środków, osiągana przy pomocy zasad takich jak brzytwa Ockhama. Ekonomia środków jako przyczyniająca się do usuwania z teorii i z ich sformułowań elementów zbytecznych przyczynia się zarazem do nadania im harmonii, czyni je więc pięknymi.